# 田代すみれ
田代 すみれ（たしろ すみれ、2005年6月16日 - ）は、日本の元歌手、元アイドル。ハロー!プロジェクトに所属する女性アイドルグループOCHA NORMAの元メンバー。
神奈川県出身。アップフロントプロモーションに所属していた。

## 略歴
2021年
- 「ハロー!プロジェクト 新メンバーオーディション2021」に合格。
- 12月12日、Zepp Tokyoで開催された『Hello! Project 研修生発表会 2021 12月 〜RING〜』にて、筒井澪心とともにOCHA NORMAの新メンバーとしてお披露目。

2022年
- 7月13日、シングル『恋のクラウチングスタート/お祭りデビューだぜ!』でOCHA NORMAとしてメジャーデビュー。
- 9月11日、副鼻腔気管支症候群による体調不良を公表し、同日のイベントを欠席。14日、15日も、十分なパフォーマンスができないと判断し、イベントを欠席。

2023年
- 7月25日 - 28日、7月24日から喉の痛みおよび発熱の症状がみられ、病院で検査をしたところ上咽頭炎と診断され、療養のため28日までのイベントを欠席。

2024年
- 8月28日から体調を崩し、症状の改善がみられなかったため29日、30日のイベントを欠席。9月5日、適応障害により1か月程度の休養および通院加療が必要であると診断されたため、OCHA NORMAの活動を休止することを発表。9月30日、引き続き休養と通院加療が必要と診断されたため、2024年11月末まで活動休止を継続、その間に出演が予定されていたイベントは欠席し、舞台も降板することを発表。12月4日、引き続き休養と通院加療が必要と診断されたため、2025年3月まで活動休止を継続、その間に出演が予定されていたイベントは欠席することを発表。

2025年
- 3月11日、適応障害の症状はほぼ寛解しているものの、OCHA NORMAとしての活動をこれまでのように行えるかは不安も多いとして、OCHA NORMA、およびハロー!プロジェクトを卒業し、アップフロントプロモーションを退社することを発表。同時に芸能界を引退した。
- 5月27日、Instagramを開始。

## 人物
- メンバーカラーはライトパープル。
- 身長157 cm[14]。
- 特技は洋楽の歌詞を覚えること。趣味は音楽を聴くこと、写真を撮ること。好きな音楽ジャンルはK-POP、洋楽。好きなスポーツはダンス[15]。
- 座右の銘は「失敗は成功のもと」[15]。
- ブログの挨拶として、はじめに「やぽしゅみ」、最後に「おやちゅみれ」を使う。それぞれ「やっほー」「おやすみ」に、「しゅみれ」「ちゅみれ」という幼少期のあだ名を組み合わせたもの[16][17]。
- 元ZOCの鎮目のどか[18]、≒JOYの逢田珠里依[19]は友人。
- 幼少期からアイドルに憧れており、K-POPを含むアイドル全般が好きだった。歌番組でスマイレージの「夢見る 15歳」のパフォーマンスを見て夢中になり、Juice=Juiceの「微炭酸」でハロプロの魅力にさらに引き込まれ、自分もハロプロでアイドルになりたいと思いオーディションを受けた[20][21]。憧れの先輩は元モーニング娘。の道重さゆみ、アンジュルムの上國料萌衣[22]。

## 出演

### テレビアニメ
- シャドウバースF セブンシャドウズ編 第51話（2023年7月8日、テレビ東京） - すみれ 役[23]

### テレビドラマ
- ミス・ターゲット 第4話・第5話（2024年5月12日・19日、朝日放送テレビ・テレビ朝日） - 沙羅 役[24][25]

### イベント
- 鎮目のどか生誕祭2022〜ついに華のセブンティーン♡〜（2022年10月12日、東京カルチャーカルチャー）

### 舞台
- 演劇女子部「ミラーガール」【降板】

## 所属グループ・ユニット
- OCHA NORMA（2021年 - 2025年）